# Passandrina egregia
Passandrina egregia là một loài bọ cánh cứng trong họ Passandridae. Loài này được Reitter miêu tả khoa học năm 1878.